# Guerra dei mondi
La Guerra dei mondi è un arco narrativo a fumetti a puntate pubblicato sulla serie Nathan Never, edita in Italia dalla Sergio Bonelli Editore, dal 2011 al 2012. Questo ciclo di storie porta la serie ad avere un nuovo stile narrativo più drammatico e di taglio cinematografico, con una rivisitazione delle origini della saga del personaggio, dalla eventi drammatici come la morte della moglie e il rapimento della figlia che hanno portato il protagonista in esilio volontario in un tempio shintoista, alla psicologia dei principali comprimari.

## Storia editoriale
La storia è stata pubblicata su sedici numeri consecutivi della serie regolare di Nathan Never dal n. 239 di aprile 2011 al n. 253 del giugno 2012.

## Trama

### I Pretoriani
Sul pianeta Marte un pretoriano decide di incontrare un prigioniero mutato catturato nel deserto, suo vecchio amico. Molti anni dopo sulla Terra, poco prima di vincere un importante appalto, Mathusaleum Kopper, viene ucciso e l'appalto viene preso da un'altra società, Imperium, capitanata dal mutato Atticus Kane. Nathan Never è chiamato a indagare sull'omicidio e scopre che Atticus potrebbe essere uno dei mutati creati in laboratorio su Marte prima della terraformizzazione e che molte società che non hanno accettato l'inglobamento nella Imperium, sono state ridotte sul lastrico. Su Marte, un mutato di nome Scipio riesce a prendere il potere. Continuando le indagini si scopre che i cromosomi di Atticus sono compatibili con quelli dei cloni di Mister Alfa. Sigmund ipotizza che forse i mutati come Atticus siano un anello intermedio per un'altra specie di mutati superiori, i Pretoriani. Vengono trovati le prove dell'irregolarità nelle gare d'appalto che potrebbero escludere Imperium ma alla fine gli viene assegnato ugualmente l'appalto.

### Il tempio delle telepati
Sulla stazione spaziale Melpomene giunge una delegazione marziana per le trattative tra i minatori e la Red Stone, compagnia mineraria. Nell'orbita di Giove, l'astronave mineraria South Vegas, il cui proprietario si era rifiutato di vendersi alla Red Stone, viene distrutta. Sulla Terra con un macchinario si sonda tutto il pianeta per cercare tutti i telepati. Mentre una nave di soccorso raccoglie la superstite della South Vegas, Manuela Hernandez, Nathan e colleghi si recano al tempio delle telepati in cerca di spiegazioni. Resya racconta del suo progetto di riformare l'ordine delle telepati dopo il passato eccidio di Aristotele Skotos e il tradimento di Mr. Alfa e spiega che al mondo esistono anche telepati non naturali, ovvero create artificialmente, chiamate telepati oscure, che si sono riunite in una setta oscura, capeggiata dalla decana Mater. Abraham racconta del suo incontro con una di queste, e offre a Resya la possibilità di aiutarlo ad indagare in quella direzione, con la promessa di futuri riconoscimenti per lei e le sue telepati, da sempre emarginate e malviste dalla società. Resya accetta e chiede di poter visionare il materiale raccolto da Kay nella macchina sinaptica. E mentre Kay confessa a Branko e a May di aver intravisto nell'esperimento un futuro tutt'altro che confortante, la situazione precipita: Yera, la telepate oscura, si infiltra nella villa di Abraham e lo uccide brutalmente, fermandogli il cuore con la forza della mente. La notizia ha un'eco inquietante, e inaspettatamente Sigmund riceve nel suo database tutti i dati della macchina di Abraham, che alla morte dell'ex presidente, si autodistrugge; i dati sono tuttavia incomprensibili, e Nathan cerca aiuto presso la neurofisica telepate Diane Weston per decifrarli. Gloria Anderson, nel frattempo, interroga la povera Manuela Hernandez e scopre che i suoi sospetti sono fondati: La Red Stone sta facendo piazza pulita dei minatori raminghi per conquistare il monopolio sui metalli. Su Marte, invece, l'entourage di archeologi di Scipio trova un antico portale sepolto nella Ma'Adim Vallis e mostra ad Atticus Kane il progetto di conquista che si appresta ad attuare.

### Le abitatrici dell'oscurità
Il terzo numero si apre con le esequie funebri di Abraham. In disparte, anche Resya presenzia al funerale e Nathan, su indicazione di Solomon, la raggiunge e con lei si dirige in un locale dove parlare più tranquillamente. Entrati in un Bar, Resya percepisce la presenza di una telepate e dice a Nathan di uscire e trovarla. Guidato telepaticamente, Nathan incontra Yera, che gli confessa di avere ucciso Abraham e gli predice che l'ora degli umani sta per finire e che tutti loro saranno spazzati via il primo giorno. La telepate oscura svanisce nell'oscurità. In un'auto in città, intanto, si riuniscono Solomon Darver, Gloria Anderson ed Elania Elmore per discutere di cosa sta succedendo all'ombra della ricostruzione della città; Darver, appoggiato dalla Anderson, afferma di aver scoperto che i metalli acquisiti dalla Red Stone non sono stati messi sul mercato e ipotizza il coinvolgimento dei Pretoriani, ma la Elmore non sembra convinta e vorrebbe delle prove. Nel frattempo Yera torna nel covo delle telepati oscure, sotto il primo livello della città e incontra la decana Mater che le dà ulteriori istruzioni. Su Marte, invece, gli archeologi di Scipio riescono ad aprire l'arcano portale della Ma'Adim Vallis, che rivela una camera funebre: su un sarcofago cesellato, sono visibili le iscrizioni "Kos Aradan Zero", che Scipio sembra sapere interpretare. Nel frattempo, mentre Resya invia Keiko in Medioriente alla ricerca di una particolare telepate di nome Yumi, Kay riesce ad elaborare i codici psionici della macchina di Abraham e con la mappatura di Diane Weston, riescono a individuare il nascondiglio delle telepati oscure. Darver convoca tutti i suoi agenti di maggior fiducia a rapporto e la missione inizia così a delinearsi chiaramente: Nathan, Betty Hayworth, Branko, Link, May e la telepate Yumi si infiltreranno attraverso il primo livello, e Resya e Keiko seguiranno l'assalto dall'esterno, portando sostegno con i loro poteri mentali. Nonostante l'attacco di numerosi Robot di difesa, gli agenti alfa procedono e decidono di dividersi: May rimane a presidio della nave, Nathan e Betty Hayworth, utilizzando un esoscheletro armato, si dirigono verso l'area dei laboratori, Branko e Link verso il server centrale, mentre Yumi se la vedrà direttamente con Mater. Nathan e Betty raggiungono un laboratorio di clonazione, dove creature gigantesche, simili ai cloni di Mr. Alfa, sono immerse in grandi sfere di liquido e sono collegate da innesti cerebrali. Link e Branko arrivano al server centrale, e l'androide, interfacciandosi con la struttura del computer, comprende che i dati si stanno progressivamente cancellando e che è possibile acquisirne solo una piccola parte. Yera raggiunge May e inizia a bloccarne le funzioni vitali grazie alla sua forza mentale, mentre Yumi raggiunge Mater e gli rivela di essere una telepate empatica: attraverso la sua corteccia cerebrale, sarà la stessa Resya, sebbene lontana, a condurre gli attacchi. Mater, sgomenta, sta per essere sopraffatta, Yera percepisce che è accaduto qualcosa di grave e in un momento di distrazione, May le taglia la gola con un coltello, uccidendola. Mater viene definitivamente uccisa, ma l'energia scatenatasi nel conflitto non risparmia neanche Yumi, che crolla esanime. Mentre il covo delle telepati oscure crolla in mille pezzi, gli agenti alfa fanno appena in tempo ad uscire e a salvarsi. Resya e Keiko tornano al tempio e Nathan racconta a Solomon di ciò che ha visto nel laboratorio sotterraneo, ipotizzando che le telepati oscure stessero architettando qualcosa per conto dei Pretoriani.

### Imperium
Il quarto numero esordisce con un excursus sulla storia di Marte; la colonizzazione umana del pianeta era iniziata sia con la stabilizzazione di insediamenti scientifici in grado sviluppare la terraformazione sia tramite la creazione di mutati fisicamente più coriacei, in grado di abituarsi meglio all'atmosfera del pianeta. Ma nella sezione degli esperimenti genetici del Dottor Crowley l'ambizione era ancora più clamorosa: creare esseri superiori, sia fisicamente che intellettualmente, da destinare in una casta chiusa di eletti al vertice del potere di Marte. Atticus e Scipio, giovani, ingenui, e costretti a lavori umilianti e a cavie per le sperimentazioni tentano di fuggire dalla base, rubando due tute termiche e uscendo dai condotti di aerazione. Scattato l'allarme, il Dottor Crowley decide di non catturarli subito, e preferisce farli seguire per verificare chi tra i due sviluppasse una maggiore resistenza. Riportata la scena sul presente, in un cantiere della Imperium Enterprise viene ritrovato il cadavere semitumefatto di Goldberg, scomparso due giorni prima: l'incidente si chiude ufficialmente come fatalità, ma l'insabbiamento è evidente e all'Agenzia Alfa vogliono vederci chiaro. Sigmund compie delle ricerche, e scopre un fatto clamoroso: nel complotto sembra essere pesantemente coinvolto anche il presidente delle Nazioni Unite Kassavidis, che tramite un complesso giro di tangenti aveva favorito sia l'elezione di Eleonor Klint sia la concessione dell'appalto alla Imperium. Solomon, in nome della loro vecchia amicizia, incontra Kassavidis e tenta di persuaderlo a collaborare per incastrare Kane, in cambio di una reputazione parzialmente ancora salvabile; ma è troppo tardi, e Kassavidis, congedato Solomon, si avvicina una pistola alla tempia e si uccide. Con un flashback la scena torna ancora su Marte di molti anni prima, dove Atticus e Scipio sono ancora in fuga attraverso le intricate caverne di arenaria della Valle Marineris, costantemente monitorati dallo staff della base; giunti fino al cuore della montagna, Crowley disattiva con un comando a distanza i respiratori delle loro tute, facendo perdere i sensi ai due fuggitivi, che vengono prontamente catturati e riportati alla base. Nel presente, invece, Solomon, sconcertato dal suicidio di Kassavidis, invia Sigmund e Olivia Olling a presentare ricorso in appello per l'appalto alla Imperium; in aula, nonostante le documentazioni e le prove delle tangenti di Kassavidis, Eleonor Klint ha gioco facile e con la sua influenza riesce addirittura a deferire l'agenzia con un richiamo ufficiale che determina una sospensione per un mese. Solomon è alle spalle al muro, ma intende giocare ancora l'asso nella manica: convincere la moglie di Kane, l'attrice Mary Jane Lamarr, a collaborare per incastrare il marito. Ancora nel passato, su Marte, Crowley ha invece ottenuto ciò che voleva: Scipio, durante la fuga, si è rivelato psicofisicamente superiore ad Atticus e ha inconsapevolmente posto le basi per una divisione gerarchica nuova. Atticus, continuerà a fare parte della forza lavoro umile, mentre Scipio diverrà un Pretoriano, un massimo esponente della casta di Marte; Atticus tenta di sfuggire ai soldati della base, ma viene fermato e brutalmente inibito con le fruste elettriche, il tutto sotto gli occhi di Scipio, che promette a sé stesso che se un giorno avrà abbastanza potere, aiuterà Atticus. E mentre, nel presente, il tentativo di persuasione di Nathan con Mary Jane Lamarr non ottiene apparentemente risultati, in orbita terrestre, presso il centro smistamento trasporti, Atticus Kane in persona è lì per trattare un accordo con il direttore commerciale Freeman: l'obiettivo è quello di far passare sottotraccia un convoglio di trasporti destinato sulla Terra, dal contenuto segreto, mediante denaro. Freeman, impassibile dinnanzi al tentativo di corruzione, accetta di buon grado e anzi, strappa un accordo più favorevole. Intanto Mary Jane Lamarr torna sull'isola artificiale del viaggio di Nozze e trova sul fondo della piscina il cellulare di Atticus che aveva scagliato durante la passata colluttazione; di tutta fretta, torna sulla Terra, mostrando a Nathan il volto del mittente della chiamata ricevuta da Atticus: è Scipio, ed è la definitiva conferma che i Pretoriani sono coinvolti nel complotto. Intanto Atticus, su volontà dello stesso Scipio, è già atterrato sulla Terra.

### Incursione notturna
Freeman ha ormai certificato il passaggio del cargo segreto diretto da Marte sulla Terra, ufficialmente contenente materiali per la costruzione, e cancella ogni traccia della illegalità rimuovendo la memoria del drone addetto all'archivio informazioni. All'improvviso, tuttavia, giunge sulla stazione doganale il sicario di Eleonor Klint, che si dice disposto a chiudere l'affare e consegnare il denaro a Freeman; ma è un inganno, e non appena si presenta l'occasione, Freeman viene freddato e il corpo disperso nello spazio. Sulla Terra, invece, mentre i lavori di ricostruzione della città sono ormai in via di completamento a tempi di record, la stampa e i cittadini osannano quello che appare come il salvatore della città, Atticus Kane; Sigmund, però, riesce a ricavare dal cellulare consegnato da Mary Jane Lamarr una conversazione tra Kane e Scipio, in cui parlano di un importante carico da consegnare, col beneplacito di Freeman, a un astroporto il cui nome è offuscato parzialmente dalla comunicazione disturbata. Intanto Kane raggiunge la moglie Mary a Love Island e le chiede spiegazioni sulla sua collaborazione con l'Agenzia Alfa; Mary Jane, irritata e risentita dal suo comportamento, racconta ad Atticus del cellulare. Atticus, inquietato, si allontana e ordina al sicario di uccidere Mary Jane. E mentre all'Alfa scoprono che un cargo della Imperium contenente ufficialmente materiali per l'edilizia sarebbe atterrato nella notte all'astroporto di Makland, Eleonor Klint irrompe nel palazzo Alfa, con in mano un mandato di perquisizione e, peggio, un provvedimento di sospensione che revoca temporaneamente all'agenzia ogni possibilità di indagine o azione; Olivia Olling consiglia di soprassedere, almeno fino alla riunione del consiglio di giustizia, mentre una notizia sconvolgente echeggia nei telegiornali: Mary Jane Lamarr è morta, ufficialmente suicida, soltanto un mese dopo il suo matrimonio con Kane. Sorvegliati e spiati costantemente, Sigmund, Solomon e Nathan decidono di trovarsi segretamente presso l'antico monumento che simboleggia il discorso della rinascita di Gregorio XII, per capire come meglio agire: Sigmund proverà ad indagare più a fondo su Eleonor Klint, il cui odio per l'Alfa sembra inspiegabilmente acceso, Nathan continuerà a seguire le vicende sul cargo in arrivo a Makland. E mentre Kane presenzia al funerale della moglie recitando un discorso struggente quanto falso, Solomon decide che è il momento di rischiare: nonostante la sospensione, ordina a Nathan di chiedere aiuto a una squadra armata di supporto e di tentare un blitz all'astroporto di Makland, per scoprire cosa contengono davvero i container della Imperium. L'incursione sembra avere successo, ma entrati nei carghi, Nathan scopre clamorosamente che le casse contengono davvero materiali per l'edilizia e per l'arredamento: una seconda astronave marziana ha creato un diversivo, atterrando nel Territorio e trasferendo il carico su alcuni camion. La situazione si aggrava, Solomon riceve un ordine di convocazione in commissione per lui e tutti gli agenti alfa per la revoca delle licenze; Nathan e la squadra di supporto, ostacolati dai robot di difesa del cargo, vengono prontamente salvati da Jerry Lone, ma la missione è fallita, e l'Agenzia sembra trovarsi a un passo dal baratro. Solomon si gioca allora, l'ultima carta: manda segretamente Sigmund dal neogovernatore Gomez, da poco subentrato a Kassavidis, e, grazie a un cavillo legale, prende tempo e costringe la commissione di giustizia a rinviare la seduta per la revoca delle licenze, mandando su tutte le furie Eleonor Klint. Ma poche ore dopo, accade l'impensabile: Grygor Gomez indice una conferenza straordinaria per giudicare la documentazione dell'Alfa ed esprimersi definitivamente sulla questione; il pessimismo regna sovrano, ma incomprensibilmente, il governatore scagiona l'Agenzia Alfa da ogni accusa, e, anzi, decreta il fermo di tutti i cantieri e la sospensione dell'appalto concesso all'Imperium. Tra l'incredulità generale e l'aperto dissenso della stampa e dei cittadini, Nathan si reca in Agenzia per chiedere come fosse potuto accadere: la risposta di Sigmund e Solomon è eloquente, l'Agenzia Alfa, in possesso di informazioni compromettenti, ha ricattato il governatore, piegandolo alle loro volontà. Nathan, sconcertato e infuriato per una tale dimostrazione di immoralità, consegna il distintivo e minaccia le dimissioni. Intanto, Atticus, incredulo e consapevole che la situazione si è rovesciata, chiede istruzioni a Scipio sul da farsi: il Pretoriano, intuendo che l'arresto di Kane sarebbe stato solo questione di tempo, ordina all'amico di anticipare i tempi e passare alla fase cruciale. E in un attimo, accade qualcosa di sconvolgente: Centinaia di Tripodi meccanici emergono dagli edifici appena eretti dalla Imperium, distruggendo ogni cosa che trovano sulla loro strada; nel palazzo dell'agenzia, scosso dalle esplosioni, Branko e gli altri agenti osservano attoniti l'apocalisse che si sta consumando in città. Solomon decide di dirigersi nei sotterranei per attivare lo scudo di energia a difesa dell'edificio e chiede a Nathan cosa abbia intenzione di fare: dopo un istante di indecisione, Nathan afferra la pistola, e si unisce al gruppo.

### Distruzione!
La notizia dell'invasione si diffonde rapidamente e presso Marutha Bay scatta l'allarme di evasione dalla cella 01: Aran Darko, avvolto da una sfera di energia, annuncia che il futuro della Terra sta cambiando e che tutto inizierà proprio dalla prigione, che, pochi secondi dopo, viene disintegrata. Intanto nella Città Est si sta consumando la tragedia, i proconsoli tentano di dare il loro contributo, ma la strage continua drammaticamente e i caccia militari della difesa vedono incredibilmente respinti i loro missili da uno scudo a struttura esagonale emanato dai tripodi. Nel palazzo della MPC Television, Delya Davids vorrebbe continuare a filmare ciò che sta avvenendo, ma l'elicottero del suo collega Brandon viene distrutto e solo l'intervento di Monique Zamara e del suo flyer Walkyrie riesce a trarla in salvo. Nel velivolo, mentre Monique spiega che ogni tipo di comunicazione è interrotta, e che i tripodi hanno una difesa impenetrabile, Delya collega il suo palmare alla console del flyer, riuscendo così a filmare l'accaduto dall'alto. Un tripode, intanto, fa fuoco contro l'Agenzia Alfa, che resiste grazie al potente scudo magnetico, ma Darver, consapevole che la barriera non potrà reggere a lungo, ordina l'intera evacuazione dell'edificio, non prima di aver espletato le ultime, fondamentali, operazioni: lui e Janine andranno a prelevare la memoria cibernetica degli archivi, May e Branko sigilleranno ogni deposito, Sigmund e Link si occuperanno del Brain Comdeck, mentre Nathan dovrà trovare Betty e recarsi da Mendoza, per preparare la fuga mediante un sottomarino. Nathan trova Betty nel parcheggio sotterraneo, visibilmente scossa, che, dopo un duro scontro, fugge per andare in soccorso della madre dispersa. Branko, invece, raggiunge telefonicamente Kay per avvisarla di raggiungere con lo yacht una zona più sicura. Su Melpomene, nel frattempo, Il presidente Anderson riceve una inquietante comunicazione da Marte: Scipio dichiara formalmente guerra alla Terra, e chiede alle stazioni orbitanti di astenersi dal conflitto, ricevendo però un secco rifiuto. La Anderson chiama immediatamente Gene Tolwyn per avvertirlo di tenere pronta la Galahad Shield a mobilitarsi, ma proprio
in quel momento i radar dell'astronave rilevano l'avvicinamento di una mastodontica nave da guerra imperiale marziana, la Ares, le cui imponenti dimensioni sfiorano quelle della stessa stazione orbitante Melpomene. L'ammiraglio Tolwyn, atterrito, ordina il richiamo della flotta terrestre dalla fascia asteroidale, ma improvvisamente, tutto intorno alla Galahad Shield compaiono, mediante buchi magnetici di distorsione spazio-temporale, centinaia di caccia marziani, che iniziano ad attaccare la flotta di Tolwyn. Altrove, intanto, Aran Darko giunge, con il teletrasporto, all'Uni-Mente, una straordinaria struttura ad interfaccia nanocibernetica capace di interagire perfettamente con la mente di Darko, consentendogli una connessione diretta con ogni tripode, attraverso la mente di ogni clone-pilota. E mentre sulla portaerei militare Newark, nei Fiumi del Cielo, il generale Moses osserva la distruzione del palazzo delle Nazioni Unite, Elania Elmore si rifugia prontamente nei sotterranei della sede del consiglio di sicurezza e telefona a Sabrina, la baby sitter del figlio Matthew, dicendole di recarsi con il bambino in luogo coperto; Nyda Maverick e la sua squadra prendono invece in custodia la Elmore e il suo staff facendoli entrare a bordo in un flyer diretto ai Fiumi del Cielo. Poco più vicino, il palazzo dei proconsoli, con il generale Frey al suo interno, viene disintegrato e all'Agenzia Alfa Sigmund si mette in contatto con Betty, che non riesce a trovare la madre al General Hospital. Elania Elmore giunge alla Newark, e mentre Nyda Maverick si incarica di tornare in città per trovare suo figlio e salvarlo, il generale Moses la informa che le comunicazioni criptate riguardano soltanto le frequenze militari: Scipio ha volutamente consentito le trasmissioni tramite cellulari, affinché si diffondesse il panico in tutto il pianeta. E mentre la Galahad Shield viene colpita duramente nella furiosa battaglia interstellare, al peggio pare non esserci mai fine: viene rilevato l'allarme in un laboratorio virale prossimo allo smantellamento del sesto livello, con il pericolo di una tragica diffusione nell'aria di batteri mutageni letali creati in laboratorio. La Elmore chiede a Darver di occuparsene, e sul posto si recano in tutta fretta Nathan, Branko e Sigmund, per risolvere la situazione. Sigmund si collega al computer dell'edificio, mentre Nathan e Branko si apprestano a scendere nei sotterranei per ultimare la bonifica; ma è un attimo, da una parete spunta un robot sentinella, che colpisce Branko con un laser, facendogli perdere i sensi. Nathan e Sigmund afferrano l'amico ferito per le braccia, tentando di trascinarlo al riparo dal fuoco.

### Il giorno più lungo
Branko viene portato al riparo, Nathan distrugge il robot con una granata e trova un kit di pronto soccorso nel corridoio. Sigmund tenta di utilizzare il defibrillatore per rianimare l'amico, ma invano; il tempo corre, però, e l'edificio traballa pericolosamente, così Nathan si reca da solo nei sotterranei, lasciando a Sigmund il compito di riprovare a risvegliare Branko. Sono passate solo quattro ore dall'attacco, ma il tempo pare essersi fermato. Nello spazio, Tolwyn capisce che la Galahad Shield è spacciata e ordina al comandante Donovan di cessare l'operazione di soccorso e di ripiegare verso la Ares, con lo scopo di distruggerla. Tolwyn e il suo equipaggio si imbarcano nelle navette di salvataggio, e mentre la Galahad viene distrutta dai caccia marziani, giunge in aiuto la flotta stellare di Melpomene, che scorta l'ammiraglio al sicuro fino alla stazione orbitante: Gloria Anderson ha dunque deciso, soccorrendo i superstiti della Galahad Shield è consapevolmente entrata in guerra con Marte. All'Uni-Mente, intanto, Aran Darko decide di attivare uno dei tre tripodi speciali modello Hyperion, con l'unico obiettivo di distruggere l'imbarcazione di salvataggio sulla quale si sono rifugiati Darver, Mendoza, May e Link. Nel laboratorio militare, nel frattempo, Nathan, dopo aver innescato le cariche termobariche, raggiunge Sigmund e Branko, che aveva ripreso conoscenza, e insieme riescono a fuggire dalla base appena prima dell'esplosione. Tolwyn comunica ad Elania Elmore di avere un sospetto inquietante: la gigantesca Ares potrebbe contenere nelle sue stive un intero esercito pronto a colonizzare la Terra, così che la missione della squadriglia della Donovan diventa fondamentale. La flotta della Donovan raggiunge la nave imperiale marziana e le lancia i suoi missili, che vengono sorprendentente aggirati, teletrasportati presso un teleporter su Marte e ricanalizzati sui flussi di energia della Ares; è un istante, e gli enormi riflettori magnetici dell'ammiraglia di Marte si illuminano, emanando un lampo di energia devastante che distrugge in un solo colpo gran parte della flotta terrestre. La Donovan, miracolosamente sopravvissuta, comunica a Tolwyn che tutto è perduto, e che sta procedendo alla ritirata, in attesa di nuovi ordini. Vicino alla costa si sta scatenando, invece, una caccia furiosa: il tripode Hyperion bersaglia la nave di Mendoza, che viene protetta anche dall'arrivo di Kay. Link sfrutta le sue capacità per danneggiare il mostro cibernetico, ma viene colpito e sembra cadere esanime. Nathan, Sigmund e Branko incontrano betty tra le rovine di una clinica dove i robot stanno mettendo in salvo i malati, ma improvvisamente gli agenti alfa alzano gli occhi verso il cielo, terrorizzati: centinaia di velivoli da sbarco marziani stanno atterrando sulla città. La prima invasione è cominciata. Sulla costa Link continua la strenua lotta contro l'Hyperion, ma quando il gigantesco mostro meccanico sembra poter sferrare il colpo decisivo, un missile lo ferisce in un lato: incredibilmente appare Legs Weaver, con Janet, a bordo di una Biker, che gridano a Darver di allontanarsi dalla zona. May e Legs incrociano lo sguardo, ma non c'è tempo per i ricordi: il tripode torna ad attaccare, ma Link, con la restante energia che gli rimane, entra dentro il tripode per arrecargli più danni possibili, e riesce anche a constatare un fatto insolito: esso non è una semplice macchina, perde sangue, prova dolore, ed è sicuramente costituita da organi biotecnologici, esattamente come lui. Il tripode viene abbattuto, ma Link, privo ormai di ogni energia, precipita sul fondo del mare, non riuscendo a riemergere. Poco più lontano Nyda Maverick trova Sabrina e il figlio della Elmore, e incontra anche Nathan e gli altri, in fuga dalle milizie marziane. Decidono insieme di recarsi al Twin Tunnel per raggiungere la parte opposta della città; Sabrina viene uccisa, e giunti a destinazione, trovano l'inaspettata accoglienza di Emma, che offre loro riparo presso Sub-City. Elania comunica a Solomon che i suoi agenti hanno trovato riparo a Sub-City, e insieme decidono di reincontrarsi al più presto alla città sotterranea, abbandonando Link, ma con l'intenzione di recuperarlo in un altro momento. Intanto, nello spazio, la Ares ha già raggiunto Melpomene, e le scarica addosso una raffica di energia impensabile: incredibilmente, però, la stazione orbitante respinge l'assalto grazie ai nuovi scudi termomagnetici Hab'Hamal, capaci di schermare e ristabilizzarsi più velocemente degli altri. E a Sub-City arriva finalmente il momento del conforto, e del ritrovo di amici lontani: Nathan e Legs si ritrovano dopo tanto tempo, Elania si abbandona tra le braccia di Solomon, mentre Kay scorge tra la folla dei profughi anche Resya. Giunge la sera, e il giorno più lungo, il primo, volge al termine tra il dramma e la speranza di un nuovo futuro. Ma c'è ancora tempo per un dolore: Nathan raggiunge Nyda che si era staccata dal gruppo, e nota che il suo giubbotto è sporco di sangue: neanche il tempo di realizzare cosa fosse successo, che la donna si accascia su Nathan, morendo tra le sue braccia.

### I difensori
Sono trascorsi dieci giorni dal giorno dell'attacco, e la resistenza della città Est è tutta concentrata presso Sub-City, costretta ad organizzarsi tra soldati e civili, uniti dalla tragedia comune. Intanto cominciano a diffondersi le notizie dell'esistenza di un "giudice di ferro", che combatterebbe tra le strade e le rovine; intanto Nathan, Legs, Branko ed Emma escono con un manipolo di uomini per recuperare i sensori di rilevamento, posizionati in posti strategici della città: l'obiettivo è trovare l'Uni-Mente, la struttura che governa sincronicamente tutti i tripodi e le forze armate marziane: distruggendola, forse le sorti del conflitto potrebbero essere sovvertite. All'improvviso Nathan e il suo gruppo vengono intercettati da un drone segugio, che fa strage della squadra; ma ecco che a salvare l'agente Alfa compare a sorpresa Marcus Morrigan, che distrugge il drone e conduce Nathan nel suo rifugio, situato nei livelli sotterranei della metropolitana, dove migliaia di persone hanno trovato la salvezza. Si rivela proprio lui il famoso Giudice di Ferro, e si propone di aiutare la resistenza nel recuperare i sensori e nel comunicare loro le analisi. Intanto anche su Marte il generale Rejnard e Capo Foward, uno dei primi coloni Osawa del pianeta, stanno organizzando una struttura sovversiva all'impero dei pretoriani, con l'intento di informare l'opinione pubblica marziana delle aberrazioni e delle atrocità in atto sulla Terra. E mentre nello spazio la flotta interstellare orbitale terrestre si sta riorganizzando, a Sub-City Nathan e gli altri rientrano dalla missione, informando della nascitura collaborazione con il Giudice di Ferro, accolta da tutti con grande entusiasmo. Nel frattempo Sigmund racconta a Betty che da qualche giorno sta captando una frequenza esterna anomala, che lo sta aiutando nella protezione delle comunicazioni: è opera dei tre tecnopati Outremer, Sister J ed Erimantis, che per fronteggiare il nemico comune, hanno deciso di accantonare temporaneamente le ostilità e di allearsi. Molti sentimenti, tuttavia, stanno cambiando: Janine confessa a Darver della sua volontà di lasciare l'Agenzia, mentre Branko scopre che i mutati di Sub-City si sono sottratti al conflitto, rintanandosi nelle oscure cavità sotterranee del primo livello, comprendendo che la sua volontà di schierarsi con l'Alfa non ha aiutato né migliorato la condizione del suo popolo. Legs, invece, si rivela inaspettatamente fredda con Janet, dimostrando un'ostilità costante anche nei confronti degli altri compagni. Sigmund incontra finalmente i tecnopati, che annunciano di aver rilevato la posizione di Link e di essere pronti ad aiutare per recuperarlo. Nathan, Legs, May e Branko conducono l'operazione, ma mentre i primi due trovano l'androide gli altri vengono attaccati da droni medusa, che costringono Nathan e Legs a fuggire tra i fondali marini verso una via alternativa; dopo aver riattivato parzialmente Link, gli agenti risalgono attraverso il covo distrutto delle telepati oscure, inseguiti nei sotterranei del primo livello dai soldati marziani, e giunti sul tetto di un palazzo, vengono tratti in salvo da un flyer inviato dalla Newark. Ma nel frattempo, la sorte sembra tornare a sorridere. Jerry Lone, costretto a districarsi tra le rovine della città est con il suo velivolo per sfuggire all'inseguimento di due incursori marziani, si imbatte casualmente in una gigantesca e iperprotetta sfera meccanica, circondata da potenti correnti elettromagnetiche. È l'Uni-Mente, una fantascientifica struttura a composizione biomeccanico-telepatica in grado di coordinare ogni apparecchiatura bellica marziana. Jerry Lone giunge a Sub-City, accolto da una folla in festa: la guerra non è ancora perduta.

### L'Uni-mente
Scipio viene informato che la posizione dell'Uni-Mente è stata scoperta, e che la resistenza ha inviato numerose sonde per analizzarla, con lo scopo di individuarne eventuali punti deboli. E mentre Aran Darko ribadisce l'inattaccabilità della sua creazione, a Sub City è in corso di svolgimento una riunione straordinaria tra tutti i poteri forti del pianeta per fronteggiare il problema: Link illustra le caratteristiche dell'Uni-Mente, una multiforme mente bio-meccanica dotata di sincronia perfetta con ogni mutante-pilota dei tripodi, protetta da una barriera apparentemente invalicabile, il teletrasporto inverso, capace di trasportare ogni cosa l'attaccasse in un punto pre-programmato dell'universo. Né la potenza di fuoco della Newark né il cannone orbitale di Melpomene sarebbero soluzioni valide, ma Link sembra aver individuato l'unico punto debole della struttura. Nathan e Legs si recano da Morrigan, esortandolo a evacuare più gente possibile dal distretto di Kensington, laddove è ubicata l'uni-mente: attaccheranno all'alba. Monique Zamara, contattata dai militari del colonnello Malcolm, inizia a potenziare il suo flyer per guidare l'assalto. E a Sub City si contano i minuti all'operazione cruciale, tra paura e reazioni inaspettate: Branko non potrà far parte della missione perché non è disponibile una tuta della sua taglia, ma anche May viene sorprendentemente esclusa, a favore di Betty Hayworth, che viene arruolata tra il dissenso generale. Cala la notte, la quiete prima della tempesta, e con essa giunge il momento dei saluti e del timore per il futuro: Legs litiga nuovamente con Janet, Betty vorrebbe rifugiarsi nel conforto di Sigmund, che però la ignora freddamente. Jay ed Erimantis passano la notte insieme, Elania discute dell'operazione con Solomon, e poi si reca ai bagni per rinfrescarsi, incontrando Nathan; la Elmore per un attimo sembra cedere alla tentazione di abbandonarsi a lui, quando scorge, nelle docce, Emma. Imbarazzata, fugge precipitosamente e Janine, che desidererebbe salutare Nathan e augurargli buona fortuna, scorge, sconvolta, due figure che si intrecciano lascivamente nell'oscurità. Il sole sorge e la missione ha inizio. Link ha individuato i tubi di sfiatamento come l'unica possibilità per entrare nell'Uni-Mente, ma gli agenti avranno solo 30 secondi per piazzare delle bombe, e fuggire. La squadra è formata da Nathan, Legs, Betty, Emma e i tre tecnopati, più Monique Zamara, che li condurrà con il flyer in prossimità della struttura. Nathan ed Emma incrociano gli sguardi un'ultima volta, e l'operazione procede: tutti penetrano nell'Uni-Mente, e in breve tempo i tecnopati riescono a prendere il controllo della sfera grazie ai loro microsomi; Outremer riesce persino ad intuire che la struttura nasconde segreti tecnologici impensabili e ne memorizza i dati. Il tempo a disposizione, tuttavia, finisce: tutti gli agenti piazzano le bombe e fuggono sul flyer Walkyrie, tranne Emma, che ha problemi con l'innesco. La situazione precipita, Aran Darko riprende il controllo della struttura e in un istante vanifica ogni sforzo, teletrasportando gli ordigni nello spazio. Monique, assediata da velivoli marziani, è costretta ad allontanarsi, e improvvisamente Darko si mette in comunicazione video con gli agenti alfa: vuole mostrare loro la morte di Emma, anche lei disintegrata dal teletrasporto molecolare. Nathan osserva la scena, disperato, e lancia uno straziante urlo di dolore. La missione è fallita, la vendetta contro Darko, invece, è appena iniziata.

### Scontro finale
Nathan ha appena visto Emma morire davanti ai suoi occhi, ma non c'è tempo per le lacrime: Il flyer di Monique Zamara ha un motore in avaria, ed è inseguito da mezza flotta marziana, guidata direttamente dalla mente di Darko. La situazione precipita, e Outremer decide di compiere un ultimo, fragoroso gesto: si sgancia dal flyer e si getta a tutta potenza contro il flusso energetico dei velivoli marziani, provocando un'esplosione devastante. Darko viene sbalzato via dentro l'Uni-Mente, e Nathan, che si era staccato per impedire il sacrificio di Outremer, viene salvato dal provvidenziale aiuto telepatico di Kay, che lo fa atterrare in uno dei palazzi in rovina. Intanto Atticus rimprovera Darko di aver sottovalutato l'Agenzia Alfa, e gli comunica che inoltrerà rapporto a Scipio sulla sua ossessione personale con lo scopo di sostituirlo alla guida dell'Uni-Mente. Darko, allora, finge di accettare la decisione, ma improvvisamente coglie di sorpresa Atticus, facendolo precipitare nel flusso stasico. Il corpo del mutato si disintegra all'istante, mentre Darko torna alla postazione di controllo. A Sub City si riflette sulla missione fallita, e sulle sue conseguenze: Nathan ricorda l'amore e il ricordo di Emma con Brenda, mentre Branko avverte Resya che non permetterà a Kay di entrare nel suo ordine di telepati. Elania si consulta con Darver e contatta la Anderson, tra lo sconforto e la disperazione; il presidente di Melpomene intuisce che la capacità decisionale della Elmore è ormai compromessa, e che a dominare la scena è ormai soltanto Solomon Darver. Intanto però la resistenza marziana comunica alla stazione orbitante di aver trovato la sede del teleporter, la sorgente di energia della Ares, e si propone di organizzare una missione in parallelo con Tolwyn per distruggere sia il generatore, sia la Ares. Darko, nel frattempo, dice a Scipio che la morte di Atticus è avvenuta per mano degli agenti alfa, ma l'imperatore, sospettoso, ordina a Mapleus di dirigersi verso la Terra con la Ares e prendere il comando dell'Uni-Mente. Ma a Sub City Sigmund e i tecnopati hanno capito come sovvertire le sorti della guerra: dalle informazioni raccolte da Outremer, comprendono che inserendo un virus all'interno del cyberspazio della struttura, esso potrebbe automaticamente ordinare ai tripodi e a tutto l'esercito di mutanti di disattivarsi. Per diffondere il virus sarà necessario, tuttavia, recarsi al palazzo Alfa e usare il Brain Comdeck, lasciando però l'edificio privo della barriera energetica per diversi minuti. Il tripode Hyperion è ancora fermo in allerta, ma la missione si fa, pur con un margine altissimo di rischio. Tutti gli agenti alfa al completo penetrano nei sotterranei dell'Agenzia e si dirigono verso il Brain Comdeck, quando Link, rimasto a Sub City con Darver e la Elmore, comunica a Sigmund che i dati di trasmissione del virus sono sfasati. Sigmund zittisce l'androide, ma Nathan volge lo sguardo verso Erimantis e Jay e in un istante comprende cosa sta per succedere: Sigmund vuole sacrificare i due giovani tecnopati, poiché grazie ai loro microsomi, il virus potrà penetrare fino al cuore della struttura. Nathan vorrebbe impedirlo, ma rimane stupito dalla freddezza di Sigmund, che con irriconoscibile cinismo inizia ad avviare i computer. Improvvisamente, però, il tripode attacca l'edificio, percependo le loro presenze. La barriera respinge il colpo, ma poi si dissolve per la trasmissione del virus, e Darko vede l'opportunità di distruggere il palazzo. Mentre il Tripode è tenuto a bada da alcuni flyer inviati dalla newark, nei magazzini dell'agenzia si apre un portale di teletrasporto dal quale escono truppe di combattimento marziane. Gli agenti alfa si fanno spazio tra i soldati e, grazie alle capacità telepatiche di Janet, Nathan e Legs riescono con grande coraggio ad attraversare il portale al contrario, introducendosi nell'Uni-Mente. E mentre all'esterno il conflitto imperversa vorticosamente, nel Brain Comdeck è il tempo di un estremo saluto: Sister J ed Erimantis si giurano eterno amore, e si prendono per mano, espandendo i loro microsomi e diffondendo il virus nell'Uni-Mente. E In un attimo tutto cambia radicalmente: tutti i tripodi precipitano a terra, così come tutti i soldati mutanti; su Marte, il teleporter viene distrutto da Rejnard e Tolwyn costringe Mapleus e la Ares, resa ormai inoffensiva, ad arrendersi alla flotta terrestre e ad abbassare i loro scudi. Il generale marziano obbedisce, ma Tolwyn dà ugualmente l'ordine di colpire la Ares a tutta potenza, disintegrandola all'istante. Nell'Uni-Mente, Nathan e Legs raggiungono Darko, che alla cattura preferisce la morte, disintegrandosi nel flusso stasico della sfera. La guerra sembra finita, i due agenti tornano al palazzo Alfa tramite il portale, ma nella sala computer scoprono qualcosa di sconvolgente: lo sbalzo energetico del virus ha colpito in pieno Sigmund, che, allo sguardo attonito di tutti, si rivela essere un robot. E all'esterno uno dei tripodi si risveglia improvvisamente, dirigendosi di gran carriera verso l'Agenzia Alfa.

### Cielo di fuoco
Nathan, Legs e Branko sul tetto dell'Alfa Building vedono l'Hyperion assumere le sembianze di Aran Darko. Tutto sembra volgere al peggio, quando il tripode viene improvvisamente disintegrato dal cannone orbitale, attivato da Gloria Anderson da Melpomene. La guerra sulla Terra è finita, ma c'è spazio solo per i dubbi e le perplessità sugli eventi appena accaduti: Link analizza il corpo robotico di Sigmund, rilevandone un cervello dalla struttura incredibilmente complessa, che forse potrebbe conservare memorie criptate recuperabili. Nathan, ricordando le recenti divergenze con il polacco, è più che mai convinto che il vero Sigmund sia vivo, forse prigioniero altrove, e vorrebbe iniziare le indagini. Darver, tuttavia, ricorda a lui e gli altri agenti che la guerra non è ancora finita, e che la priorità è catturare l'imperatore sul pianeta rosso. Arriva, dunque, il momento dell'ultima missione e di tristi addii: Janet si congeda da Legs in lacrime, consapevole ormai che il loro rapporto è giunto alla fine, mentre May si imbarca sulla flotta spaziale di appoggio per supervisionare l'attacco con Gene Tolwyn e Rejnard, i quali dimostrano di avere non poche divergenze. Su Marte, intanto, i pretoriani hanno ripudiato il loro imperatore e hanno stretto un patto con la Terra, al fine di favorire l'instaurazione di un governo provvisorio; Nathan e Legs, con l'aiuto delle forze di terra dell'esercito, setacciano in lungo e in largo il territorio marziano su indicazione del servizio segreto marziano, senza risultato. A sorpresa, in loro aiuto giunge Kay, inviata da May per trovare l'imperatore attraverso le sue capacità telepatiche. Nel frattempo, Scipio è sempre rintanato nelle segrete profondità della Ma'Adim Vallis, intento a scoprire l'origine della tecnologia rinvenuta durante gli scavi precedenti alla guerra. L'imperatore si sente al sicuro, ma improvvisamente suonano gli allarmi della fortezza: Nathan e l'esercito terrestre ha scoperto il suo nascondiglio. I droni meccanici vanno in avanscoperta contro le residue difese nemiche, mentre Nathan e Legs, guidati telepaticamente da Kay, riescono ad infiltrarsi nella base e inseguono l'imperatore tra i labirinti di caverne della valle; i due giungono infine nella camera del sarcofago di Kos Aradan Zero, dove ad aspettarli c'è proprio Scipio, che, con l'aiuto di misteriosi poteri concentrati nel suo anello, mette fuori gioco Legs e immobilizza Nathan. I due sembrano spacciati, ma all'improvviso, dal sarcofago fuoriesce un misterioso essere alato, che accusa Scipio di aver profanato un luogo sacro e gli predice che il futuro dell'Universo sarà nelle loro mani. Un istante dopo, Legs si rialza e spara un proiettile alla testa dell'imperatore, uccidendolo. Nathan e Legs, ignari della visione dell'imperatore, vengono raggiunti da Kay, che preannuncia loro che quel luogo segreto sarà preso in custodia da lei e dalle telepati di Resya, alle quali presto si unirà. Tutto è finito, in ogni parte si rincorrono i festeggiamenti per la conclusione del conflitto, ed è anche tempo di grandi cambiamenti: Darver si dimette dall'Agenzia Alfa per diventare il nuovo presidente del Consiglio di sicurezza, ponendo a capo dell'agenzia Elania Elmore, con cui però i rapporti sono irrimediabilmente compromessi. Nathan e Legs vengono convocati dalla Elmore, che, con grande generosità, consegna loro dei permessi speciali per cercare la verità su Sigmund e far luce sui recenti avvenimenti. Resya, intanto, trova l'ultimo Hyperion nei sotterranei della città Est, e lo nasconde nel Territorio, in attesa di ciò che verrà.

### Il segreto di Sigmund (n. 250)
Ai tempi delle origini dell'agenzia Alfa, Nathan Never, dopo l'assassinio della moglie e il rapimento di sua figlia, sta cercando di ritrovare il suo equilibrio ritirandosi in un tempio Shaolin. Tempo dopo, su una nave mercantile, dove Nathan e Legs devono fronteggiare Amanda Craig, seguace di Skotos, intenta a rubare un nuovo tipo di armatura; Skotos e sua moglie Sada scoprono che la Craig li ha traditi e si è rifugiata in una base spaziale con lo scopo di rivendere al miglior offerente la nuova armatura. Nathan vive in un attico, tra librerie piene di obsoleti libri cartacei e il ricordo della sua tragedia personale; Legs, conduce un'esistenza all'insegna della solitudine; Sigmund preferisce trascorrere il suo tempo al computer; Reiser, arrogante e smanioso di fare denaro, preferisce anteporre sempre gli interessi dell'azienda alle esigenze delle persone. Intanto Amanda Craig viene raggiunta sulla base spaziale da alcune sicarie mandate da Sada e poi da Nathan e Legs; nello scontro Craig e le killer di Skotos vengono uccise. Nathan, i cui capelli sono diventati bianchi per lo shock dell'assassinio di sua moglie, si reca al Sinclair Asylum per trovare sua figlia che dopo il trauma del rapimento ha sviluppato un atteggiamento autistico. Legs trova conforto nella compagnia di una donna. Sigmund e Reiser, nell'Alfa Building in piena notte, scendono nei sotterranei dove è custodito un cervello senziente; Sigmund chiede a Reiser di informarlo sulla sua provenienza che pare sconosciuta. I due parlano poi del patto segreto stipulato con i militari, che, in cambio della precedenza assoluta su ogni tipo di reperto tecnologico nuovo rinvenuto in missione, avevano assicurato loro mezzi straordinari per condurre l'agenzia privata.